# Jacques Stienstra
Jacobus Hendrikus Hubertus Stienstra (Heerlen, 19 september 1932 - 's-Hertogenbosch, 12 januari 2011) was een Nederlands makelaar en vastgoedhandelaar.
Stienstra wilde in zijn jeugd operazanger worden maar begon vanaf 1958 in Nuland, inwonend bij de familie Pontenagel, met een agentschap voor geïllustreerde weekbladen en later verzekeringen. Samen met Antoon Deckers en Jan Hoofs richtte hij in de jaren '60 de lokale partij Rosmalens Belang op die ageerde tegen projectontwikkelaars in de gemeente Rosmalen. Stienstra was lijsttrekker en na de winst van vier zetels werd hij fractievoorzitter. Ondertussen was hij ook begonnen met zijn eigen makelaardij. In zijn raadstijd begon hij ook met grondaankopen en aangezien dat botste met de standpunten van zijn partij tegen projectontwikkelaars, stopte hij in 1965 als raadslid.
Samen met zijn twee broers bouwde hij de makelaardij en projectontwikkelingsactiviteiten uit. In 1970 gingen de broers uit elkaar en Jacques bleef actief in Noord-Brabant terwijl zijn beide broers vooral in Limburg actief bleven. Hij verdiende miljoenen na een langlopend conflict met de gemeente 's-Hertogenbosch over het bedrijventerrein Soetelieve en de Heinis.
Stienstra was als initiator en bestuurder actief bij de regionale cultuur rond 's-Hertogenbosch. Voor zijn werk als voorzitter van het Internationaal Vocalisten Concours ('s-Hertogenbosch), zijn belangrijke rol bij de restauratie van de Kathedrale Basiliek van St. Jan in 's-Hertogenbosch, bestuursfuncties bij Operettevereniging uit Rosmalen, stichting ’s-Hertogenbosch Muziekstad, Vrienden van het Noordbrabants Museum, Museum Slager, stichting Archeologie, Bouwhistorie en Cultuur, Mattheus Passion, Cultuurfonds Soetelieve en stichting Nationaal Monument Sint Jan en adviseur van onder meer Kring vrienden van 's-Hertogenbosch, museum Religieuze Kunst in Uden, stichting Kasteel Heeswijk, Theater De Speeldoos in Vught, en stichting Cultuurfonds ’s-Hertogenbosch werd hem in 2002 door prins Bernhand de Zilveren Anjer uitgereikt.
Stienstra was tweemaal gehuwd en kreeg uit zijn eerste huwelijk twee zonen.